# Adolf Boettge
Andreas Gustav „Adolph“  Boettge (* 23. August 1848 in Wittenberg; † 26. Januar 1913 in Wiesbaden) war ein deutscher königlicher Musikdirektor, Militärkapellmeister, Komponist und Arrangeur.

## Leben und Wirken
Adolf Boettge wurde am 23. August 1848 in Wittenberg geboren. 1853 zogen seine Eltern nach Magdeburg, wo er die Realschule besuchte. Da er viel Freude an der Musik und auch Talent für dieselbe zeigte, gab sein Vater ihm schon frühzeitig Unterricht auf dem Klavier, der Violine und verschiedenen Blasinstrumenten, so dass er schon als 15-jähriger Knabe als Pianist und Violinist öffentlich auftreten konnte. Er besuchte auch die Herzogliche Musikschule in Bernburg. Als er 17 Jahre alt war, wurde er Soldat, weil er einer Militärkapelle angehören wollte. Sein Vorbild war der damalige Musikdirektor Albert Parlow, der große Erfolge mit seiner Kapelle des Pommerschen Füsilier-Regiments Nr. 34 errang. Boettge meldete sich bei diesem Regiment und wurde dort am 5. März 1866 eingestellt. Sein Ziel war, einmal Kapellmeister zu werden, und Parlow unterstützte ihn in seinem musikalischen Bestreben. Nach absolvierter dreijähriger Dienstzeit im 1. Garde-Regiment zu Fuß in Potsdam lernte er den militärischen Paradedienst kennen. Bei den Professoren Stern und Geyer in Berlin nahm er Unterricht im Kontrapunkt. Unter Leitung von Wilhelm Wieprecht lernte er das Übertragen größerer Musikwerke für Militärmusik. Danach erhielt er im Oktober 1869 eine Stelle als Hoboist und Musiklehrer im Königlichen Kadettenkorps zu Berlin. Von 1869 bis 1871 besuchte er das Königliche Konservatorium.

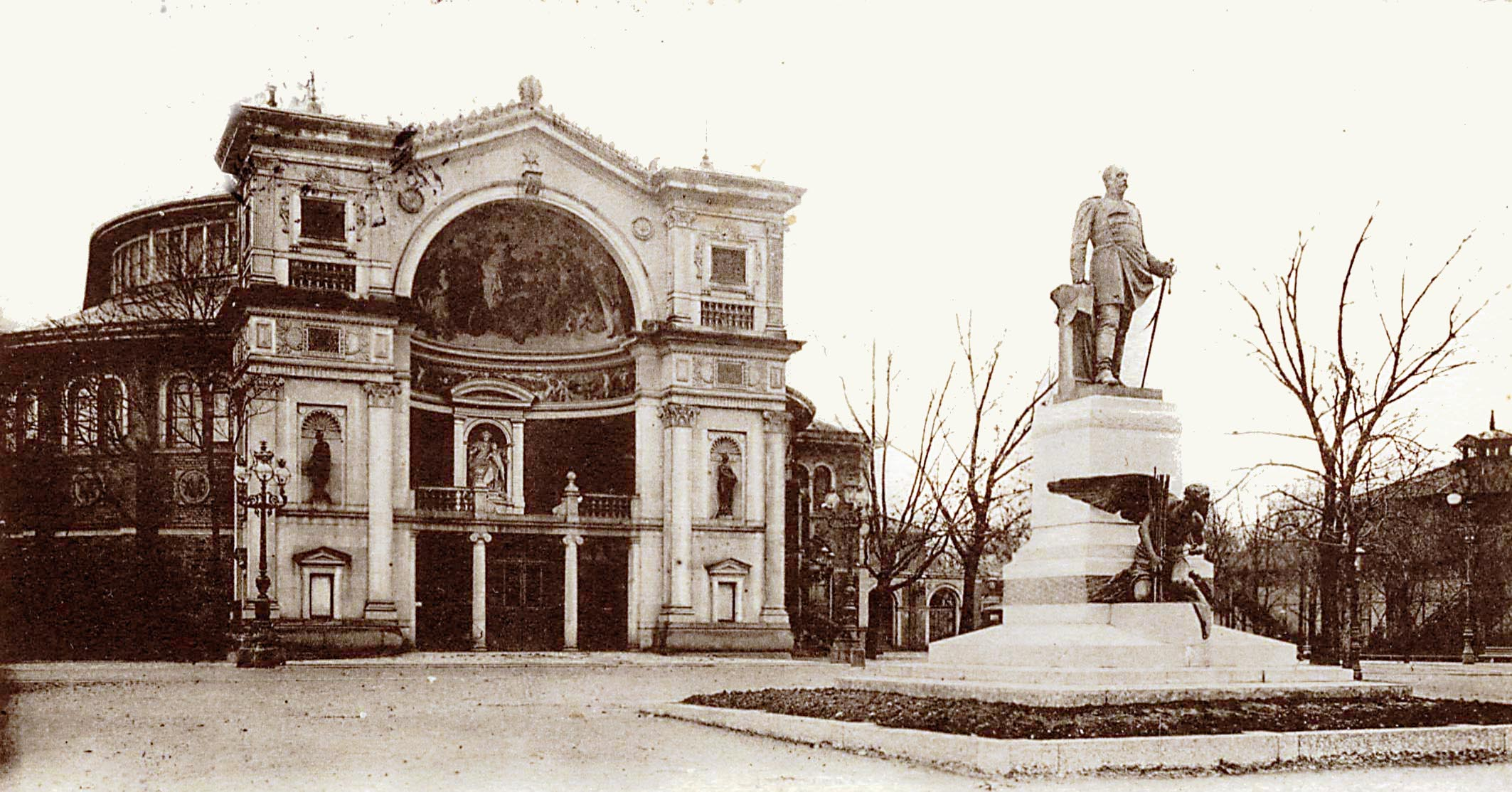
Die Festhalle (mit dem Bismarckdenkmal von Moest davor, das heute beim Bismarckgymnasium steht)

Nach Beendigung des Feldzuges 1871 wurde er von Wieprecht nach Karlsruhe (Baden) gesandt, um dort die Leitung der Kapelle des 1. Badischen Leib-Grenadier-Regiments Nr. 109 zu übernehmen. Er gab beinahe jeden Sonntag Musikkonzerte in der großen Festhalle beim Stadtgarten. Er und seine Kapelle waren sehr populär und wurde von tausenden Zuhörern aus allen Gesellschaftsklassen besucht. Er komponierte zahlreiche Ouvertüren, Fantasien, Potpourris und in den Armeen weitverbreitete Märsche. Viele Stücke aus Wagners Parsifal passte er der Militärmusik an. In den Programmen kamen unter anderem Fanfaren aus dem Jahre 1292 mit Pauken und Märsche aus dem Dreißigjährigen Krieg vor. Er bekam in den Jahren 1877 und 1885 die ehrenvolle Aufgabe, die Musikchöre des XIV. Armeekorps unter seinem Taktstock zu vereinigen.
Am 19. September 1881 kam die schwedische Königsfamilie mit einem Sonderzug nach Karlsruhe. Am Bahnhof wurden sie begrüßt vom Großherzog Friedrich I. von Baden und Seinem Leibgrenadierregiment; es spielte die schwedische Nationalhymne. Am Tage danach, als das Großherzogspaar Silberhochzeit feierte, heiratete der schwedische Kronprinz Gustav (der spätere König Gustav V.) Prinzessin Viktoria von Baden, die einzige Tochter des badischen Großherzogpaares.
Boettges Kapelle bestand aus 45 Musikern. Sie war die erste Militärmusikkapelle in Deutschland und hatte Vorführungen in den meisten deutschen Großstädten, unter anderem bei der Industrie- und Handwerksmesse in Hamburg 1889, wo er stürmischen Applaus bekam. Er kaufte etliche alte Musikinstrumente, die er danach in seinem historischen Konzerten verwendete. Im Jahre 1911 wurde Adolf Boettge für seine 40-jährige Zeit im Dienst der Militärmusik gefeiert.
Ludwig Keller widmete Boettge seine Hebräischen Melodien („Dem Königl. Musikdirector Herrn Adolf Böttge verehrungsvoll gewidmet / Kol nidre / Hebräische Melodien für Violoncello“).
Musikdirektor Adolf Boettge starb 64-jährig in Wiesbaden im Offiziergenesungsheim. Dort war er nach einem Schlaganfall zur Kur; er wurde auf dem Karlsruher Hauptfriedhof bestattet.

## Werke (Auswahl)
- „Hoch Großherzog Friedrich!“ (Marsch), 1903 zur Hundertjahrfeier des 1. Badischen Leib-Grenadier-Regiments Nr. 109
- „Fidele Fastnacht! Grosses närrisches Potpourri für Pianoforte mit humoristischem Text“, 1886[4]

## Ehrungen
Er bekam insgesamt 27 Orden, darunter den schwedischen Schwertorden sowie im Jahr 1903 den Orden vom Zähringer Löwen.
In Karlsruhe-Grünwinkel ist seit 1927 die Boettgestraße nach ihm benannt.